# Vazio local

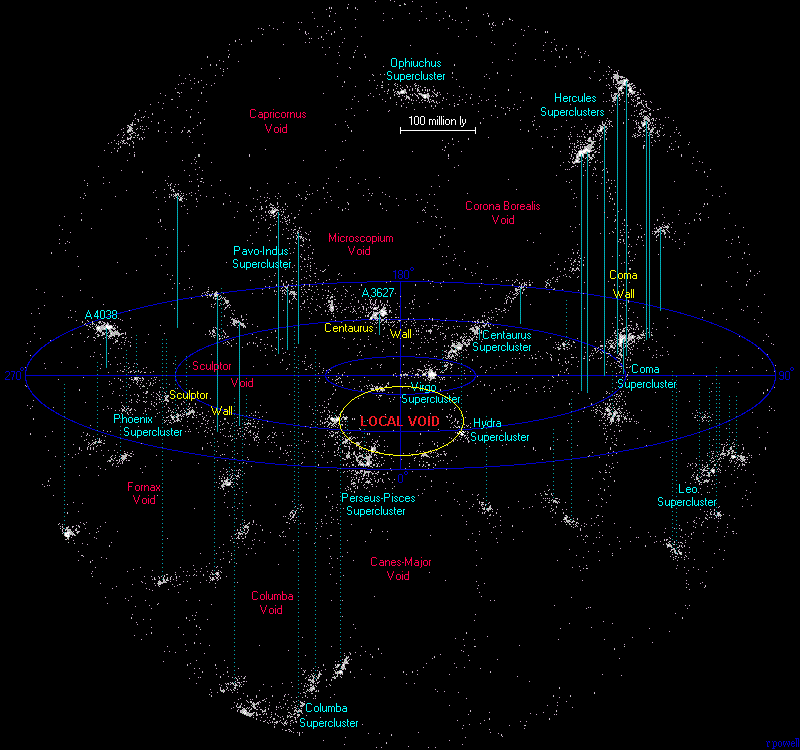
Mapa de vazios e superaglomerados dentro de 500 milhões de anos-luz da Via Láctea. O Vazio Local está no círculo amarelo

O Vazio Local é uma vasta região vazia do espaço, adjacente ao Grupo Local. Descoberto por Brent Tully e Rick Fisher em 1987, o Vazio Local é agora conhecido por ser composto de três setores  separados por pontes de "filamentos finos". A extensão precisa do vazio é desconhecida, mas é de pelo menos 45 MPC (150 milhões de anos-luz) de diâmetro, e possivelmente 150 a 300 Mpc. O Vazio Local parece ter significativamente menos galáxias do que o esperado pela cosmologia padrão. 